# 小行星6735
小行星6735（英語：6735 Madhatter）是一颗围绕太阳公转的小行星。1992年11月23日，浦田武在清水町发现了此天体。
这颗小行星的绝对星等为357.5407902496358等。小行星6735以兒童文學作品《愛麗絲夢遊仙境》的角色瘋帽客命名。